# Cúria diocesana
A cúria diocesana ou mitra diocesana (fazendo uma alusão à mitra, insígnia de jurisdição e governo próprio do bispo) é um organismo administrativo que cada diocese e eparquia na Igreja Católica possui. É composta pelas principais autoridades da diocese. Quando se trata de uma arquidiocese, recebe os nomes de cúria arquidiocesana ou mitra arquidiocesana

## Descrição
Os funcionários da cúria auxiliam o bispo diocesano no governo da Igreja particular. A cúria inclui o vigário-geral, que, normalmente, é também o moderador da cúria; vigários episcopais se eles existem na diocese; o chanceler da cúria; vice-reitores; notários; um diretor financeiro; e um conselho financeiro. O bispo pode, também, adicionar outros funcionários de sua escolha.